# Борго Пива (Ферара)
Борго Пива (итал. Borgo Piva) је насеље у Италији у округу Ферара, региону Емилија-Ромања.
Према процени из 2011. у насељу је живело 59 становника. Насеље се налази на надморској висини од 8 м.